# Ekebyholm
Ekebyholm is een plaats in de gemeente Norrtälje in het landschap Uppland en de provincie Stockholms län in Zweden. De plaats heeft 112 inwoners (2005) en een oppervlakte van 23 hectare. Ekebyholm ligt aan het meer Syningen en grenst voor de rest aan zowel landbouwgrond en bos als rotsen. In de plaats ligt het uit de 17de eeuw stammende kasteel Ekebyholms slott, dit kasteel kreeg zijn huidige uiterlijk in de 18de eeuw, tegenwoordig is hier de privéschool Ekebyholmsskolan te vinden. De stad Norrtälje ligt zo'n twintig kilometer ten westen van Ekebyholm.